# Concetti fluidi e analogie creative
Concetti fluidi e analogie creative è un saggio di Douglas Hofstadter. Il testo contiene i risultati ottenuti dal gruppo di ricerca sulle scienze cognitive da lui guidato; è composto da vari saggi con diversi coautori, anche se tutto il materiale è stato rivisto da Hofstadter per uniformare lo stile del libro.

## Contenuti
Il libro, che ha come sottotitolo Modelli per calcolatore dei meccanismi fondamentali del pensiero, cerca di vedere come un computer potrebbe dare risposte plausibili a domande come: "se la stringa abc diventa abd, cosa diventerà efg?" La risposta che quasi tutti darebbero è efh, immaginando come regola "l'ultima lettera della stringa viene sostituita dalla successiva in ordine alfabetico". Qualcun altro potrebbe però dire efd ("l'ultima lettera della stringa viene sostituita da d"), ma anche "No, diventa abd" (la stringa tutt'intera viene sostituita da abd") è una risposta plausibile. Nelle sue ricerche, 
Hofstadter e il suo gruppo di lavoro cercano un sistema per definire in maniera rigorosamente automatica, e in un certo senso subcognitiva, il concetto di analogia. Un sistema che sappia fare delle analogie può essere considerato intelligente; per arrivare a compiere analogie, il passo necessario è quello dello slittamento (slippage) dei concetti. Nell'esempio iniziale, il concetto da far slittare è quello legato a "successione di lettere dell'alfabeto"; ma se la seconda stringa invece che efg fosse stata xyz sarebbero stati necessari ulteriori slittamenti. Si potrebbe aggiungere il concetto di "alfabeto circolare" e arrivare a xya; oppure eguagliare a e z come "estremi dell'alfabeto" e giungere così a wyz. Tutto questo viene trattato nel capitolo dedicato a Copycat, uno dei sistemi giocattolo studiati, insieme a Seek-Whence che generalizza successioni di numeri, Jumbo che costruisce anagrammi, o Letter Spirit che sfrutta i "grigliabeti" (alfabeti con il vincolo di essere formati dai segmenti di un display a LED) per scoprire come completare un alfabeto con un certo "stile". 
Hofstadter afferma veementemente le proprie idee e non lesina certo critiche agli altri filoni dell'IA, che secondo lui sono partiti con obbiettivi troppo ambiziosi e quindi alla fine si riducono a una serie di comportamenti ad hoc messi insieme. I suoi microambienti di studio, e i "codicelli" (codelets) che compiono operazioni subcognitive, dovrebbero permettere di isolare comportamenti a più alto livello per lo studio della cognitività.
La versione italiana del libro contiene una postfazione (scritta direttamente in italiano dall'autore) che racconta i problemi di traduzione, che portano anch'essi a uno slittamento dei termini come del resto già fatto notare all'interno del libro, ed è una specie di ponte verso i temi che Hofstadter tratterà nel suo successivo Le Ton Beau de Marot.

## Edizioni
- Douglas Hofstadter, Concetti fluidi e analogie creative, traduzione di Massimo Corbò, Isabella Giberti e Maurizio Codogno, collana Biblioteca scientifica, Milano, Adelphi, 1996, ISBN 88-459-1252-3, OCLC 797841615.